# 예거밤

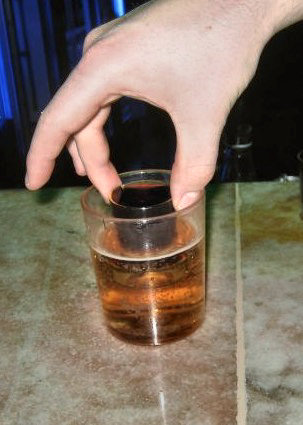

예거밤(Jägerbomb, /ˈjeɪɡərˌbɒm/)은 예거마이스터(Jägermeister) 한 잔을 에너지 음료, 일반적으로 레드불에 떨어뜨려 만든 폭탄 혼합 음료이다. 때때로 이 음료는 전통적인 "샷"으로 잘못 식별된다.
예거밤은 일반적으로 레드불 캔 또는 유사한 스타일의 에너지 드링크와 함께 제공되며, 파인트 글라스에 따르고 예거마이스터와 함께 샷 글라스에 담겨 나온다. 예거마이스터 잔은 바텐더나 고객이 레드불에 떨어뜨린다.

## 같이 보기
- 사케 밤